# Freixeda do Torrão
Freixeda do Torrão is een plaats (freguesia) in de Portugese gemeente Figueira de Castelo Rodrigo en telt 306 inwoners (2001).